# Посткейнсианство
Посткейнсианство (англ. post-Keynesian economics) — направление экономической мысли, претендующее на наиболее последовательное продолжение учения Джона Мейнарда Кейнса.
Посткейнсианцы критикуют неокейнсианцев за отход от духа «Общей теории занятости, процента и денег» Дж. М. Кейнса. По их мнению, неокейнсианство (называемое также хиксианским кейнсианством) — попытка компромисса с неоклассической теорией, сведения теории Кейнса к равновесным (статическим) моделям. В то же время в теории Кейнса экономика, по мнению посткейнсианцев, имеет неравновесный (динамический) характер, где важную роль играют неопределенность будущего и ожидания экономических агентов.

## Проблемы изучения посткейнсианства
Среди учёных нет единого мнения, каким образом нужно определять течения посткейнсианства, чтобы по этим критериям включать или не включать в его рамки тех или иных учёных-экономистов. Это связано со слишком узким определением самого посткейнсианства, приведённым выше, так как на практике существует множество учёных, не претендующих на тотальное продолжение идей Кейнса, но оспаривающих неоклассический и другие макроэкономические подходы, отрицающих незначительность денег и в принципе подпадающих в своих воззрениях под теоретические положения посткейнсианства. По мнению Марка Блауга, «Возможно, всех представителей посткейнсианской экономической теории объединяет только одно: неприятие ортодоксальной неоклассической максимизации полезности и упрощённой интерпретации Кейнса с помощью модели IS/LM».
Одной из попыток классифицировать посткейнсианство было его деление Риком Холтом на «американское» и «европейское», главные различия которых заключалась в том, что в первой школе большее внимание уделялось фундаментальным теоретическим вопросам макроэкономики, а во втором рассматривались реальные насущные макроэкономические проблемы. Однако такую классификацию нельзя назвать полноценной, так как она не учитывает различные особенности, которые учёные используют при изучении экономики.
Более удачной считается классификация, в которой имеют место три направления посткейнсианства. Это классификация О. Хамуда и Дж. Харкорта, в которой посткейнсианцы делятся на фундаменталистских посткейнсианцев, неорикардианцев и тех, кто придерживается идей М. Калецкого и Дж. Робинсон. Однако и такой подход подвергается критике. Например, П. Дэвидсон, которого можно причислить к американской школе посткейнсианства, считает, что к посткейнсианцам можно относить только фундаменталистов.

## Основные положения
Изначально под посткейнсианством понимались все экономические идеи в рамках кейнсианства, разработанные последователями Джона Мейнарда Кейнса. Однако позже посткейнсианцами стали называть представителей направления, альтернативного неокейнсианству, стремящихся сохранить дух «Общей теории» Кейнса.
В первую очередь посткейнсианцы отрицают утверждение, принятое ранее в данном экономическом направлении, о том, что денежное предложение не влияет на занятость и экономический рост. Так как деньги — важнейший инструмент и фирм, и домашних хозяйств, именно они играют важную роль в их экономической активности и прогнозах. В условиях нестабильности в финансовом плане наблюдается такая же нестабильность инвестиционного и совокупного спроса. Также при повышении количества денег в обращении на микроэкономическом уровне наблюдается рост цен на различную продукцию, что тоже ведёт за собой определённые изменения.
Посткейнсианцы оспаривают положение неоклассической теории о том, что экономика, а в особенности макроэкономика, — это эргодичные динамические системы. Они считают, что будущее, исход принятых решений невозможно предугадать на основе опыта прошлого, потому что экономика как динамическая система на каждой последующей ступени своего развития не возвращается к предыдущей. Фундаментальная неопределённость будущего является ядром посткейнсианской школы, причём это будущее не просто неопределённо, но непознаваемо. Посткейнсианцы связывают это с тем, что для того, чтобы сделать прогноз относительно развития экономики, нужные понятия и инструменты могут быть ещё просто не созданы.
В посткейнсианстве чётко разделяются примитивные и сложные экономические системы, которые различаются прежде всего тем, что в последних появляются так называемые активы длительного пользования, то есть различное оборудование, которое помещает экономику в пространство времени. Посткейнсианцы в своей критике неоклассической теории указывают на то, что неоклассики не могут в полной мере отличить примитивную экономику от сложной и упрощают в своих теоретических построениях современную экономику. Они утверждают, что проблемы, связанные со временем (невозможность изменить прошлое и фундаментальная неопределённость будущего) могут быть присущи только сложной экономической системе и поэтому только в ней существует необходимость координировать хозяйственную деятельность, чтобы не нести излишние издержки.
Роль государства в экономике также была пересмотрена посткейнсианцами. Они считают, что его самая важная функция состоит в контролировании соблюдения так называемых форвардных контрактов, которые заключаются в рыночной (или в денежной, в терминологии Дж. М. Кейнса) экономике между различными субъектами и в своей основе решают дальнейшую судьбу капитала и привносят определённость в экономическую деятельность. Посткейнсианцы считают эту функцию важнее функции борьбы с монополиями и вмешательства в экстренных ситуациях с целью стабилизации экономики, потому что именно форвардные контракты напрямую влияют на снижение фундаментальной неопределённости будущего. В посткейнсианстве именно форвардные контракты выступают как главный инструмент регулирования экономики, контролирующий её на всех уровнях. Здесь следует вернуться к тому значению, которое посткейнсианцы придают деньгам. Они считают, что именно деньги являются мерой обязательств в форвардных контрактах и средством для их исполнения. Таким образом, роль денег уже выходит за пределы лишь средства обмена и делает их важнейшим институтом, так как именно на них строятся форвардные контракты, с помощью которых, в свою очередь, происходит регулирование всей экономики посредством уменьшения неопределённости. И только экономика, в которой деньги являются не просто средством обмена, а целым институтом, может называться не просто рыночной, а денежной экономикой.
Представления посткейнсианцев о способе формирования денежной массы (денежного предложения) идут вразрез с кейнсианством и неоклассической теорией. Если сам Кейнс и неоклассики утверждали, что денежная масса формируется центральным банком, то есть экзогенно, то посткейнсианцы утверждают, что денежное предложение формируется внутри государства с помощью деятельности различных субъектов хозяйственных отношений, то есть эндогенно. Денежная масса наращивается главным образом крупными промышленными корпорациями и коммерческими банками как актив с целью приобретения основного капитала предприятий и наращивания инвестиционного потенциала. Наращиванию капитала внутри хозяйственной системы способствует ряд мероприятий, таких как: создание так называемых кредитных линий между предприятиями, то есть обязательств при необходимости выдать кредит одним предприятием другому; преобразование выданных банковских ссуд в ценные бумаги с целью их последующей продажи. Такая экономическая деятельность позволяет различным предприятиям в какой-то степени стать независимыми от центробанка и самостоятельно наращивать денежную массу как важнейший элемент кредитно-денежной экономики.

## Экономическая ситуация в России через призму посткейнсианства
Если рассматривать современную экономику России через призму посткейнсианства, то её нельзя отнести ни к денежной, ни к рыночной экономике в полном смысле этого понятия. Отсутствие сформированного института форвардных контрактов связано со множеством факторов, в первую очередь исторических. Следует отметить, что становлению денежной экономики в современной России помешала так называемая институциональная неадекватность государства в период девяностых годов прошлого столетия. Данное поведение государства в посткейнсианской традиции следует трактовать как неисполнение им его главной функции — контроля за соблюдением и обеспечением форвардных контрактов. Это, в свою очередь, связано с несформированным в России гражданским обществом, недоверием к государству и пренебрежением существующими законами. Всё эти факторы способствуют формированию неправильных способов борьбы с неопределённостью. Происходит становление так называемого семейно-кланового капитализма. Такая система основана не на форвардных контрактах в их подлинном виде с первостепенной ролью денег и контролем государства и опорой на него, а на личных связях участников хозяйственных отношений, двойных стандартах. В такой системе происходит деление общества на множество отдельных групп или кланов, доля серой экономики в ВВП страны растёт, что приводит не к уменьшению, а к увеличению неопределённости из-за непрозрачности экономики.

## Известные представители
- Пьеро Сраффа
- Джоан Робинсон
- Николас Калдор
- Михал Калецкий
- Абба Лернер
- Луиджи Пазинетти
- Евсей Домар
- Ричард Кан
- Сидней Вейнтрауб
- Хайман Мински
- Джордж Шэкл
- Дональд Харрис
- Аугусто Грациани[итал.]
- Бэзил Мур[англ.]
- Пол Дэвидсон[англ.]
- Ян Крегель[англ.]
- Стив Кин[англ.]
- Ларри Рэндалл Рэй[англ.]